# Partito Popolare Palestinese
Il Partito del Popolo Palestinese (PPP, in arabo حزب الشعب الفلسطيني, Hizb al-Sha'b al-Filastini), è un partito politico socialista, fondato nel 1982 nei territori occupati con il nome di Partito Comunista Palestinese. La prima esperienza di Partito Comunista Palestinese risaliva al 1919.

## Storia: il PCP
Dopo la nascita dello stato di Israele, e l'annessione da parte della Giordania della Cisgiordania, i comunisti locali aderirono al Partito Comunista Giordano, che seppe guadagnarsi numerosi consensi fra i palestinesi. Esso inoltre si creò una posizione importante all'interno del movimento sindacale in Palestina, e godette di una considerevole popolarità durante gli anni settanta, anche se da quel momento la sua penetrazione politica tra i palestinesi andò scemando. Nella Striscia di Gaza venne invece creata un'organizzazione comunista palestinese autonoma.
Il 10 febbraio 1982 alcuni dei principali comunisti palestinesi tennero una conferenza al fine di rifondare il Partito Comunista Palestinese. Fra di essi vi era Bashir Barghouti, già attivista del partito giordano, editore di 'al-Yamajir' (Le masse) durante gli anni cinquanta, e uno dei leader dell'Unione Generale degli Studenti Palestinesi (UGSP, GUSP secondo l'acronimo inglese). Incarcerato in Giordania fra il 1957 ed il 1965 per le sue opinioni avverse a re Hussein, dal 1967 fu il primo rappresentante dei palestinesi all'interno della monarchia giordana. Egli instaurò subito dei rapporti con l'Organizzazione per la Liberazione della Palestina (OLP), facendovi aderire il PCP nel 1987, quando in aprile inviò Suleiman Al-Najab quale membro del Comitato Esecutivo dell'OLP. Il PCP fu l'unico membro dell'OLP a non essere radicata fra le organizzazioni dei Fedayyin, e a non avere un'ala militante.
Durante la prima intifada il PCP fu una delle quattro organizzazioni componenti il Comando unificato dell'Intifada, e giocò un ruolo importante nel mobilitare il sostegno popolare in favore della rivolta.
Il PCP nacque come gruppo di sinistra inserito all'interno di una logica democratica e secolare, pronto a rappresentare di fronte ad un governo eletto le istanze della classe operaia palestinese, piuttosto che lavorare per la rivoluzione proletaria. Come principi e struttura era abbastanza simile al Partito Comunista Italiano e più in generale ai partiti comunisti occidentali, piuttosto che al PCUS.

## Caduta del Comunismo: il PPP
Sotto la guida di Bashir Barghouti, il partito procedette ad una profonda revisione del marxismo-leninismo come filosofia politica, prima di quanto abbiano fatto altre organizzazioni comuniste nella regione del Medio oriente. Nel 1991, dopo il crollo dell'Unione Sovietica, il partito venne ribattezzato in Partito del Popolo Palestinese, sostenendo che la lotta di classe in Palestina dovesse essere rimandata a dopo la liberazione, e questo fu il motivo che spinse molti militanti comunisti a lasciare il partito.
Anche in tale logica, Barghouti partecipò all'interno della delegazione palestinese alla Conferenza di Madrid del 1992, ed ai negoziati segreti che si tennero ad Oslo nel 1993, aderendo con convinzione ai relativi accordi. Da quel momento il partito rinunciò alla lotta armata contro Israele, prediligendo i negoziati in vista di un esito pacifico del conflitto arabo israeliano.
Nel 1997, mentre ricopriva l'incarico di Ministro dell'Industria dell'Autorità Nazionale Palestinese (ANP), Barghouti ebbe un problema cerebrovascolare, venendo costretto a cedere l'incarico di segretario generale del PPP a Mustafa Barghouti. Nel 2002, questi entrò in un contrasto insanabile con gli elementi conservatori interni al partito, decidendo pertanto di uscirne assieme ad alcuni suoi fedeli, con cui fondò l'Iniziativa Nazionale Palestinese.
In occasione delle elezioni legislative del 2005, il candidato del PPP, Bassam as-Salhi, conquistò il 2,67% delle preferenze. Alle elezioni presidenziali del 2006 il PPP formò una lista unica con l'Unione Democratica Palestinese (FIDA), il Fronte Democratico per la Liberazione della Palestina (FDLP) ed alcuni movimenti indipendenti, sotto il nome di al-Badeel (L'Alternativa), che conquistò appena il 2,8% dei voti, tramutati in due dei 132 seggi dell'Assemblea.
Contrariamente a quanto messo in atto da Hamas dopo la vittoria del 2006, il PPP si oppone all'islamismo in Palestina, ispirandosi ad una società laica con libertà di religione per tutti i cittadini.

## Leadership del Partito
- Bassam Barghouti: 1982-1997
- Hana Amireh e Abdelmajid Hamadan: 1997-1998
- Mustafa Barghouti: 1998-2002
- Bassam al-Salji: 2002-oggi